# Francesco Scianna
Francesco Scianna (ur. 25 marca 1982 w Palermo) – włoski aktor filmowy, teatralny i telewizyjny.

## Kariera
Absolwent Akademii Sztuki Dramatycznej im. Silvia D'Amico w Rzymie. W kinie zadebiutował drugoplanową rolą w filmie Najlepszy dzień w moim życiu (2002) w reżyserii Cristiny Comencini.
Przełomem w jego karierze była główna rola w epickim widowisku Baaria (2009) Giuseppe Tornatore. Rola Peppina Torrenuovy przyniosła mu nominację do nagrody Złotego Graala dla najlepszego aktora dramatycznego, a sam film otrzymał m.in. Srebrną Taśmę.
W kolejnych latach aktor wystąpił w szeregu zarówno włoskich, jak i międzynarodowych produkcji, m.in.: Anioł zła (2010) Michele Placido, Przemysłowiec (2011) Giuliano Montaldo, Zapnijcie pasy (2014) Ferzana Özpetka, Włoski kochanek (2015) Cristiny Comencini, Ben-Hur (2016) Timura Biekmambietowa, Maria Magdalena (2018) Gartha Davisa, Uwaga na goryla (2019) Luki Miniero.